# Április 8.
Április 8. az év 98. (szökőévben 99.) napja a Gergely-naptár szerint. Az évből még 267 nap van hátra.
Névnapok: Dénes + Dienes, Denton, Júlia, Julilla, Julitta, Valter, Walter, Zselyke, Zsüliett

## Események

### Politikai események
- 1143 – I. Mánuel császár, Szent László unokája lép a bizánci trónra.
- 1265 – Londonban összeül az első rendi gyűlés
- 1812 – Az I. Gusztáv svéd király alapította Helsinkit I. Sándor orosz cár - Turku helyett - a Finn Nagyhercegség fővárosává teszi.
- 1904 –  – Londonban aláírják a francia-angol gyarmati egyezményt (az antant kezdete).[1]
- 1906 – Wekerle Sándor másodszor alakít kormányt.
- 1918 – Az Osztrák–Magyar Monarchia nemzetiségei római kongresszusukon állami önállóságot követelnek.[2]
- 1965 – meghiúsítják Bulgáriában a Todor Zsivkovval szembeni maoista puccskísérlet.
- 2007 – Pokolgépes merényletben hat kanadai katona életét veszíti Dél-Afganisztánban.
- 2010
  - Barack Obama amerikai és Dmitrij Medvegyev orosz elnök a prágai Hradzsin Spanyol-termében  aláírja a hadászati támadó fegyverek korlátozásáról és csökkentéséről szóló új szerződést (START-III).[3]
  - Kirgizisztánban átmeneti kormányt alakít az ellenzék – a volt külügyminiszter – Roza Otunbajeva vezetésével, aki feloszlatta a parlamentet és ideiglenesen átvette az államelnökséget is. (A fővárosból Dzsalalabadba menekült Kurmanbek Bakijev elnök azonban nem mondott le.)[4]
- 2018 – Országgyűlési választás Magyarországon,[5] mely a FIDESZ–KDNP ismételt kétharmados győzelmével zárult, miután a 199 fős parlamentben – a leadott szavazatok 48,89%-ával – 133 mandátumot sikerült megszereznie.[6] (A második helyen végzett a Jobbik 19,33%-kal, az MSZP–Párbeszéd pártszövetség 12,25%-ot szerzett, míg az LMP 6,88%-kal, a DK pedig 5,54%-kal ugyancsak bekerült a parlamentbe. Nem jutott be a Momentum a megszerzett 2,82%-ával, továbbá a Kétfarkú Kutya Párt (1,68%) és az Együtt (0,64%) sem.)[7]

### Tudományos és gazdasági események
- 2014 – A Windows XP támogatásának megszűnése

### Kulturális események
- 2006 – Megalakult a myVIP ismeretségi hálózat.

#### Zenei események
- 1935 – 5. vonósnégyes (Bartók) premierje.

### Sportesemények
Formula–1
- 1979 –  amerikai nagydíj - Nyugat, Long Beach - Győztes: Gilles Villeneuve  (Ferrari)
- 2007 –  maláj nagydíj, Sepang - Győztes: Fernando Alonso  (McLaren Mercedes)
- 2018 –  bahreini nagydíj,  Sakhir - Győztes: Sebastian Vettel  (Ferrari)

### Egyéb események
- 2005 – II. János Pál pápa temetési szertartása.

## Születések

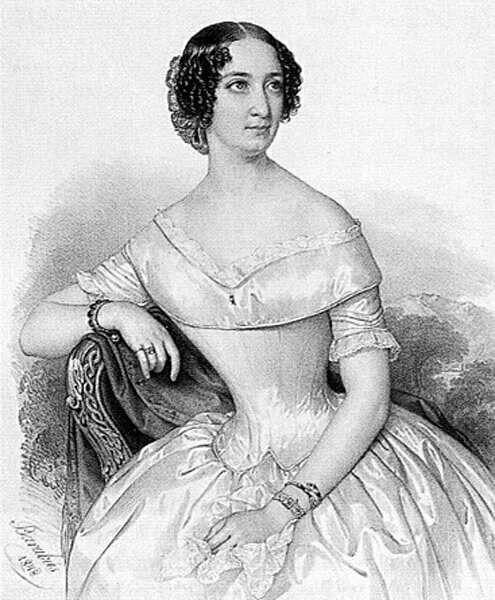
Laborfalvi Róza

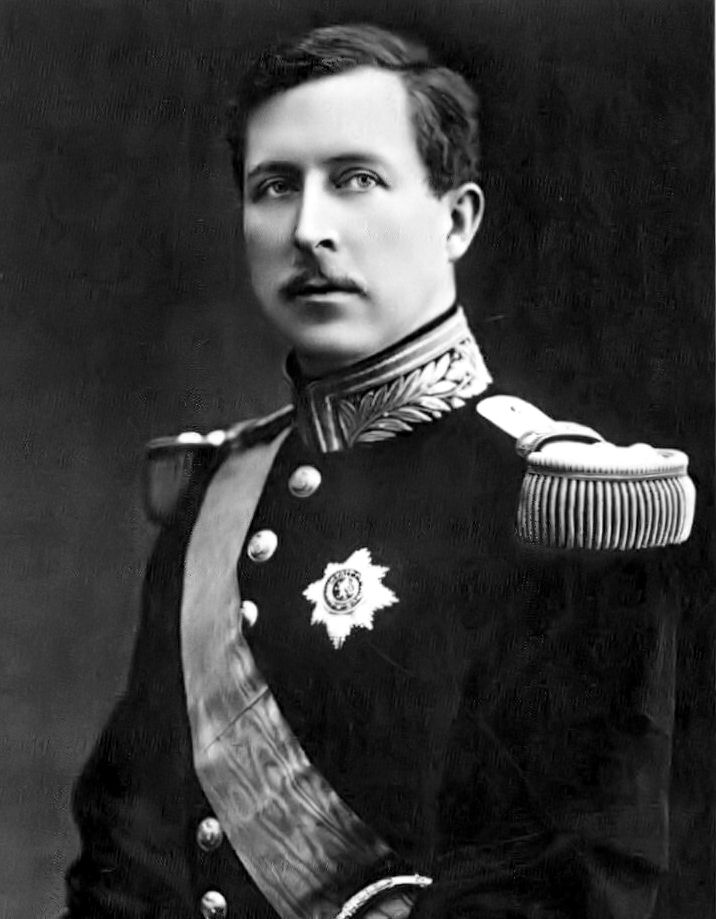
I. Albert belga király

- 1320 – I. Péter portugál király († 1367)
- 1533 – Claudio Merulo itáliai orgonaművész és zeneszerző († 1604)
- 1583 – Esterházy Miklós, Nádor († 1645)
- 1692 – Giuseppe Tartini itáliai zeneszerző, hegedűművész, az „Ördögtrilla” szerzője († 1770)
- 1732 – David Rittenhouse amerikai csillagász, matematikus, feltaláló († 1796)
- 1817 – Laborfalvi Róza magyar színésznő, Jókai Mór felesége († 1886)
- 1823 – Bulcsú Károly református lelkész, tanár († 1865)
- 1837 – Au Alajos magyar zeneszerző († 1879 után)
- 1838 – Benka Gyula tanár, pedagógiai író, újságíró († 1923)
- 1843 – Asger Hamerik dán zeneszerző, karmester († 1923)
- 1875 – I. Albert belga király, Belgium harmadik királya (felesége Wittelsbach Erzsébet bajor hercegnő) († 1934)
- 1883 – Supka Géza magyar politikus, újságíró, régész, művészettörténész, az MTA levelező tagja († 1956)
- 1892 – Mary Pickford kanadai születésű Oscar-díj-as amerikai filmszínésznő, az United Artists egyik alapítója († 1979)
- 1895 – vitéz gróf Hunyady Ferenc földbirtokos, író, sportvezető, országgyűlési képviselő († 1966)
- 1897 – Herbert Eimert német zenekritikus és zeneszerző († 1972)
- 1899 – Fehér Lili magyar színésznő, író († 1948)
- 1903 – Szabó Samu Kossuth-díjas magyar színész, a Pécsi Nemzeti Színház örökös tagja († 1966)
- 1908 – Tatár Endre (C. Turáni Endre) magyar színész († 1980)
- 1909 – Lucien Vincent francia autóversenyző († 2001)
- 1913 – Kővágó József magyar katona, mérnök, politikus († 1996)
- 1917 – Potsy Goacher amerikai autóversenyző († 1986)
- 1920 – Fónagy Iván nyelvész, az MTA tagja († 2005)
- 1923 – Gáborjáni Klára magyar színésznő († 1972)
- 1929 – Jacques Brel belgiumi születésű francia énekes, színész († 1978)
- 1932 – Antall József politikus, az MDF első elnöke, 1990–1993 között a Magyar Köztársaság miniszterelnöke († 1993)
- 1938 – Kofi Annan ghánai diplomata, az ENSZ főtitkára († 2018)
- 1941 – Vivienne Westwood angol divattervező, üzletasszony († 2022)
- 1942 – Douglas Trumbull filmrendező és trükkmester († 2022)
- 1947 – Steve Howe (Yes) zenész
- 1948 – Katona Kálmán magyar mérnök, politikus, országgyűlési képviselő, 1998 és 2000 között közlekedési, hírközlési és vízügyi miniszter († 2017)
- 1948 – Koszta Gabriella magyar színésznő, műfordító
- 1952 – Garamvölgyi Lajos magyar labdarúgó és edző († 2008)
- 1954
  - Lukácsy Katalin magyar színésznő
  - Korkes Zsuzsanna Katalin magyar muzeológus, néprajzkutató és kultúrantropológus († 2009),
- 1956 – Christine Boisson francia színésznő („Emmanuelle”, „Egy nő azonosítása”) († 2024)
- 1956 – Justin Sullivan (New Model Army) zenész
- 1962 – Izzy Stradlin (Guns N’ Roses) zenész
- 1963 – Julian Lennon angol zenész, énekes, John Lennon fia.
- 1964 – Olasz Ágnes magyar színésznő
- 1966 – Mark Blundell brit autóversenyző
- 1967 – Majzik Edit Jászai Mari-díjas magyar színésznő
- 1968 – Patricia Arquette amerikai színésznő
- 1970 – Poós Zoltán József Attila-díjas magyar író, költő
- 1972
  - Paul Gray (Slipknot) basszusgitáros
  - Sung Kang amerikai színész
- 1975 – Anouk Stotijn-Teeuwe holland pop-énekesnő
- 1976 – Horváth András magyar jégkorongozó
- 1978 – Gheorghe Chiper román műkorcsolyázó
- 1979 – Alexi Laiho (Children of Bodom) finn gitáros († 2020)
- 1980
  - Ujvári Zoltán Szilveszter (Zola, művészneve) magyar énekes, műsorvezető
  - Katee Sackhoff amerikai színésznő
- 1984 – Olteán Csongor magyar gerelyvető
- 1984 – Eleider Alvarez kolumbiai bokszoló
- 1987 – Royston Drenthe holland labdarúgó
- 1988 – Pottyondy Edina magyar youtuber, közéleti influenszer, stand-up komikus, humorista, korábban a Momentum Mozgalom elnökségi tagja
- 1990 – Fehérvári Gábor Alfréd magyar énekes, műsorvezető
- 1994 – Kleinheisler László magyar labdarúgó
- 1996 – Cseh Dávid Péter magyar énekes, színész, dalszövegíró

## Halálozások
- 217 – Caracalla római császár (* 186)
- 622 – Sótoku japán régensherceg japán arisztokrata politikus és buddhista vallásfilozófus, császári régens az Aszuka-korban (* 574)
- 1364 – II. (Jó) János francia király[8] (* 1319)
- 1461 – Georg von Peurbach (Georg von Peuerbach) osztrák matematikus, csillagász (* 1423)
- 1492 – Lorenzo de’ Medici olasz államférfi, a Firenzei Köztársaság tényleges vezetője (* 1449)
- 1676 – Claudia Felicitas osztrák főhercegnő, I. Lipót német-római császár második felesége (* 1653)
- 1735 – II. Rákóczi Ferenc erdélyi fejedelem, a Rákóczi-szabadságharc vezére (* 1676)
- 1816 – Billiart Szent Júlia katolikus apáca, rendalapító (* 1751)
- 1835 – Wilhelm von Humboldt porosz államférfi, korszakalkotó nyelvész, esztéta (* 1767)
- 1846 – Vásárhelyi Pál magyar vízépítő mérnök, a Tisza szabályozásának tervezőmérnöke (* 1795)
- 1847 – Lőwy Izsák tímármester, Újpest község első bírója (* 1793)
- 1848 – Gaetano Donizetti olasz zeneszerző (* 1797)
- 1860 – Gróf Széchenyi István magyar politikus, író, „a legnagyobb magyar” (* 1791)
- 1861 – Vid Rižner, szlovén író, római katolikus pap és szerzetes (* 1793)
- 1869 – Ottinger Ferenc császári-királyi lovassági tábornok (* 1792)
- 1870 – Charles-Auguste de Beriot francia zeneszerző (* 1802)
- 1897 – Leövey Klára magyar pedagógus, író, újságíró (* 1821)
- 1900 – Zimay László zeneszerző (* 1833)
- 1913 – Kőnig Gyula magyar matematikus, az MTA tagja (* 1849)
- 1919 – Eötvös Loránd magyar fizikus, miniszter (* 1848)
- 1920 – Charles Tomlinson Griffes amerikai zeneszerző (* 1884)
- 1922 – Erich von Falkenhayn német tábornok, katonapolitikus, 1914–16 között a császári német hadsereg főparancsnoka (* 1861)
- 1931 – Erik Axel Karlfeldt Nobel-díjas svéd költő (* 1864)
- 1936 – Bárány Róbert Nobel-díjas, magyar származású osztrák orvos (* 1876)
- 1937 – Arthur William Foote amerikai zeneszerző (* 1853)
- 1950 – Vaclav Nyizsinszkij balettművész és koreográfus (* 1889)
- 1969 – Misoga László magyar színész (* 1895)
- 1973 – Pablo Picasso spanyol születésű francia festőművész (* 1881)
- 1978 – Rónay György magyar író, költő (* 1913)
- 1984 – Pjotr Leonyidovics Kapica fizikai és béke Nobel-díjas szovjet atomfizikus (* 1894)
- 1984 – Solti Bertalan Kossuth-díjas magyar színművész, színházigazgató (* 1913)
- 1991 – Csengey Dénes magyar író (* 1953)
- 1991 – Per Yngve Ohlin (Mayhem) énekes (* 1969)
- 1997 – Laura Nyro amerikai énekesnő-dalszövegíró (*1947)
- 2002 – Pat Flaherty amerikai autóversenyző (* 1926)
- 2003 – Fonyó István magyar színész, Jászai-díjas (* 1939)
- 2003 – Szász Imre magyar író, műfordító (* 1927)
- 2004 – Bényi László magyar festőművész, művészeti szakíró (* 1909)
- 2004 – Zórád Ernő magyar grafikus, képregény-rajzoló (* 1911)
- 2006 – Telegdi Bálint Wolf-díjas kísérleti részecskefizikus, az MTA tiszteleti tagja (*  1922)
- 2008 – Benedek Árpád Jászai Mari-díjas magyar színész, rendező, műfordító érdemes művész (* 1925)
- 2013 – Margaret Thatcher brit politikus, Nagy-Britannia miniszterelnöke (* 1925)
- 2015 – Bicskey Lukács magyar színész, rendező (* 1961)
- 2021 – Igaly Diána olimpiai bajnok magyar sportlövő (* 1965)
- 2024 – Peter Higgs Nobel-díjas brit részecskefizikus, a róla elnevezett Higgs-bozon elméletének kidolgozója (* 1929)

## Nemzeti ünnepek, emléknapok, világnapok
- Nemzetközi Roma Nap